# فريمان (مغني)
فريمان (بالفنلندية: Freeman)‏ هو مغني وكاتب أغاني فنلندي، ولد في 14 سبتمبر 1951 في لاهتي في فنلندا.

## وصلات خارجية
- فريمان على موقع IMDb (الإنجليزية)
- فريمان على موقع ميوزك برينز (الإنجليزية)
- فريمان على موقع ميوزك برينز (الإنجليزية)
- فريمان على موقع أول ميوزيك (الإنجليزية)
- فريمان على موقع ديسكوغز (الإنجليزية)
- فريمان على موقع ديسكوغز (الإنجليزية)
- فريمان على موقع قاعدة بيانات الفيلم (الإنجليزية)